# Adunarea Parlamentară a Organizației pentru Securitate și Cooperare în Europa
Adunarea Parlamentară a Organizației pentru Securitate și Cooperare în Europa (în engleză Parliamentary Assembly of the Organization for Security and Co-operation in Europe; acronim OSCE PA) este una dintre instituțiile OSCE. Este formată din 323 de membrii și are drept rol facilitarea dialogului inter-parlamental, un aspect important pentru a combate pericolele la adresa democrației în statelor membre.